# P/1999 XN120 Catalina
P/1999 XN120 (Catalina) è una cometa periodica appartenente alla famiglia delle comete gioviane, fa parte anche della famiglia di comete quasi-Hilda.
Inizialmente fu ritenuta un asteroide, solo tempo dopo ci si accorse che in effetti era una cometa.
La cometa non è stata riscoperta né al successivo passaggio al perielio, calcolato per il 12 novembre 2008, né al seguente, previsto per il 10 giugno 2017.